# Gösta Dunker
Gösta Dunker (16 de setembro de 1905 - 5 de junho de 1973) foi um futebolista sueco. Ele competiu na Copa do Mundo FIFA de 1934, sediada na Itália.